# Канюки (Люблінське воєводство)
Канюки (пол. Kaniuki) — село в Польщі, у гміні Подедвуже Парчівського повіту Люблінського воєводства.
Населення — 35 осіб (2011).
У 1975-1998 роках село належало до Білопідляського воєводства.

## Демографія
Демографічна структура станом на 31 березня 2011 року:
|          | Загалом | Допрацездатний вік | Працездатний вік | Постпрацездатний вік |
| -------- | ------- | ------------------ | ---------------- | -------------------- |
| Чоловіки | 20      | 4                  | 15               | 1                    |
| Жінки    | 15      | 5                  | 8                | 2                    |
| Разом    | 35      | 9                  | 23               | 3                    |